# Rosa Matteucci
Rosa Matteucci (Orvieto, 1960) es una novelista, dramaturga y periodista italiana.

## Biografía
En 1998 debutó como escritora con Lourdes, novela con la que ganó el Premio Bagutta en la categoría de Opera Prima y el Premio Grinzane Cavour en la categoría Mejor Autor Joven.
En 2003 publicó Libera la Karenina che è in te, finalista del Premio Viareggio.
En 2007 salió Cuore di mamma, ganadora del Premio Grinzane Cavour en la categoría Narrativa Italiana.
En 2008 publicó India per signorine sobre su experiencia en la India.
En 2009 realizó un reportaje periodístico en Guadalajara sobre el arquitecto Luis Barragán, el cual fue publicado en la revista Abitare.
En 2010 publicó Tutta mio padre, finalista al Premio Strega y ganadora del Premio Brancati. En ese mismo año gana el premio Giornalismo Carletti por un reportaje en Rumania que había publicado en el Corriere Della Sera. 
Desde 2011 ha colaborado con la artista visual Stefania Galegati Shines, realizando los textos para cuatro instalaciones de arte contemporáno realizadas en Génova y en Milán.
En 2012 publicó Le donne perdonano tutto tranne il silenzio. En ese mismo año hace la instalación Per raccontare questa storia d'amore bisogna partire da Odessa
En 2016 publicó Costellazione familiare, "un teatrino de los afectos al mismo tiempo estrujante y grotesco, en el que al sufrimiento se alterna continuamente la risa", por el que ganó el Premio Letterario Nazionale Paolo Volponi.
Es invitada a la Feria Internacional del Libro de Guadalajara 2016.
Actuó en las películas Mi piace lavorare (Mobbing) (Francesca Comencini, 2003) y El tigre y la nieve (Roberto Benigni, 2005).
Sus novelas se han traducido al español, francés, alemán, holandés y serbocroata.
También ha escrito tres monólogos: Lourdes, Elementi di economia domestica per signorine di buona famiglia decadute e Animalini. Los tres fueron montados en el Piccolo Teatro di Milano.

## Novelas
- Lourdes, Adelphi, Milán, 1998.
- Libera la Karenina che è in te, Adelphi, Milán, 2003.
- Cuore di mamma, Adelphi, Milán, 2006.
- India per signorine, Rizzoli, Milán, 2008.
- Tutta mio padre, Bompiani, Milán, 2010.
- Le donne perdonano tutto tranne il silenzio, Giunti, Milán, 2012.
- Costellazione familiare, Adelphi, Milán, 2016.

## Libros traducidos al español
- Lourdes, Lumen, Barcelona, 1999.
- Constelación familiar, trad. Laboratorio Traduxit, Ciudad de México, Instituto Italiano de Cultura Ciudad de México, 2016.